# Тамсин Муир
Тамсин Елизабет Муир (на английски: Tamsyn Muir) е новозеландска поетеса и писателка на произведения в жанра научна фантастика, фентъзи и хорър.

## Биография и творчество
Родена е на 14 март 1985 г. в щата Нов Южен Уелс, Австралия. Семейството ѝ се премества в Нова Зеландия, когато тя е на 9 месеца. Израства в Хауик, Нова Зеландия. Известно време е живяла в Уаиуку и централен Уелингтън. През 2010 г. завършва педагогика и същата година завършва семинара „Кларион“ по творческо писане.
След дипломирането си започва да пише разкази. Разказът ѝ „Дълбоводната невеста“, публикуван в The Magazine of Fantasy & Science Fiction през 2015 г., е номиниран за редица награди, включително за наградата „Небюла“ и Световната награда за фентъзи за разказ.
Първият ѝ роман „Гидеон Девета“ от поредица „Заключената гробница“ е издаден през 2019 г. В историята Империята на хората се простира из целия Космос, а легиони водят войни на незнайни планети. Последната некромантка Хароухарк Нонагесимус от някога могъщия Дом Девети, има нужда от майстор на меча, и го намира в лицето на Гидеон Нав, крепостна слугиня и умел фехтовач от Дом Девети. Заедно трябва да защитят през Императора дома, като Гидеон ще получи свободата си, Хароухарк могъщество и безсмъртие. Романът е номиниран за наградите „Небюла“ и „Хюго“ за най-добър роман, и получава наградата „Локус“ за най-добър първи роман и наградата „Крауфорд“ на Международната асоциация за фантастичното в изкуството.
Тамсин Муир, която е лесбийка, живее и преподава в Оксфорд,

## Произведения

### Самостоятелни романи
- Princess Floralinda and the Forty-Flight Tower (2020)[1][2][3][4]

### Поредица „Заключената гробница“ (The Locked Tomb)
1. Gideon the Ninth (2019)[1][2][3][4]
Гидеон Девета, изд.: „Сиела“, София (2023), прев. Богдан Русев
2. Harrow the Ninth (2020)
3. Nona the Ninth (2022)

разкази към поредицата
- The Mysterious Study of Doctor Sex (2020) – предистория
- As Yet Unsent (2021)

### Разкази
- The House That Made the Sixteen Loops of Time (2011)[3]
- The Magician's Apprentice (2012)
- Chew (2013)
- The Woman in the Hill (2015)
- The Deepwater Bride (2015)
- Union (2015)
- A Sermon on Cavaliers and Necromancers: Taken from the Collected Works of M. Bias (2020)
- Cohort Intelligence Files (2020)
- Harrow the Ninth (excerpt) (2020)
- Princess Floralinda and the Forty-Flight Tower (2020)
- Why the Mermaids Left Boralus (2021)
- Undercover (2022)